# Dương Trí Trạch
Dương Trí Trạch (chữ Hán: 楊致澤, 1586-1662) là quan nhà Lê trung hưng trong lịch sử Việt Nam.

## Sự nghiệp
Dương Trí Trạch người làng Bát Trạc, huyện Thiên Lộc, Hà Tĩnh, Việt Nam. Năm 1619, Dương Trí Trạch đỗ đồng tiến sĩ lúc 34 tuổi.
Năm 1630 ông phụng mệnh đi sứ nhà Minh, khi trở về được thăng làm Bồi tụng.
Năm 1644, ông làm đốc thị cùng Tây quận công Trịnh Tạc đi đánh họ Mạc ở Cao Bằng, bắt được dư Đảng nhà Mạc.
Năm 1653 ông được thăng làm Thượng thư bộ Lễ, kiêm thị độc Viện hàn lâm, tước Dực vận tán trị công thần, Bạt quận công.
Từ khi nhà Lê trung hưng đã tổ chức 25 khoa thi nhưng chưa có bia đề tên. Dương Trí Trạch đã thực hiện việc khắc tên các tiến sĩ 25 khoa này vào bia đá. Khi làm xong việc, ông được vào phủ chúa làm Tham tụng, sau đó thăng làm Thượng thư bộ Hộ, thêm chức Thiếu bảo.
Năm 1661 vì tuổi cao sức yếu, ông xin về hưu. Năm sau (1662), ông mất, thọ 77 tuổi, được truy tặng là Thái tể.

## Nhận định
Sử gia Phan Huy Chú nhận định về ông như sau:
Ông ở triều 40 năm,... tính thẳng thắn giữ luật phép của triều đình, không có ai thỉnh thác được; bàn việc gì tuy hơi nghiêm khắc nhưng theo lẽ công bằng đều giữ ngay thẳng, bấy giờ ai cũng khen là danh thần.